# Grad Boxmeer
Grad Boxmeer je grad, ki izvira iz 13. stoletja v Boxmeerju v Severnem Brabantu na Nizozemskem. Nahaja se na nekdanjem otoku v reki Meuse.

## Zgodovina
Kdaj je bil grad Boxmeer zgrajen ni znano. V poznem 13. stoletju se je Janez Boc I., gospod iz Boxmeerja (Gospostvo Boxmeer) postavil na stran grofa Gelderskega proti Grofiji Holandiji. Zaradi tega je njegov grad 'Boc-Huys' leta 1284/85 uničil holandski grof Floris V. Leta 1288 je bil ujet v bitki pri Worringenu.
Leta 1361 se je Peter Culemborški, mlajši sin Huberta, gospoda Culemborškega, poročil z Johano Meersko in tako prišel v last gospostva Boxmeer. Med vojnami za Loonsko nasledstvo  se je gospod Peter Culemborški boril na strani Geldersov. Leta 1365 je prodal Boxmeer vojvodi Brabantskemu, ki je grad uničil. Leta 1367 pa je Peter dobil gospostvo nazaj v najem. Grad so kmalu zatem obnovili. Zadnji moški iz te linije gospodov  'Meerskih' je umrl leta 1472. Nasledila ga je hči Margareta Meerska. Zapustila je hčer Ano Egmontsko (1480-1517).
Osvald Berški in Janez Virnenburški sta bila dva sinova Ane Egmontske, vendar različnih očetov. Po dolgem boju za nasledstvo je grof Osvald Berški leta 1545 postal gospod Boxmeerški. Po njegovi smrti leta 1546 sta se njegova sinova Viljem IV. Berški in Frederik borila za nasledstvo. Zdi se, da je bil Viljem v lasti gradu do leta 1568. Ob začetku osemdesetletne vojne (1568-1648) je pobegnil iz Nizozemske.
Leta 1572 je Viljem Berški poveljeval eni od majhnih vojsk, ki so vdrle na Nizozemsko in imel nekaj začetnih uspehov. Njegov nasprotnik vojvoda Alba je ukazal grad porušiti, da se v njem ne bi ustvarila garnizija. Leta 1575 je Friderik Berški zasedel zapuščeni grad in se poimenoval za gospoda Boxmeerškega. Leta 1576 je pacifikacija v Gentu Viljemu omogočila vrnitev na Nizozemsko. Konec septembra 1577 je Viljem z orožjem zavzel grad. Težave z njegovim bratom so se končale šele po smrti slednjega  brez otrok leta 1597. 
Leta 1712 je Franc Viljem Berški-Hohenzollern-Sigmaringen, drugi sin Majnrada II., princ Hohenzollern-Sigmaringen, je postal novi gospod Boxmeerski. Eden od pogojev za pridobitev dediščine je bil, da je svojemu dodal ime 'Berški'. Njegov sin Johan Baptist Hohenzollern-Sigmaringen (1728-1781) je bil leta 1757 zaprt zaradi umora in tako je njegova starejša sestra Ivana Josefina Antonija dobila oblast nad njegovimi deželami. Leta 1782 je odšla živet na grad.  Za to so velik del podrli, gradu pa leta 1782 prizidali dva nova trakta.  Leta 1787 je Anton Alojz, princ Hohenzollern-Sigmaringen, postal zadnji gospodar Boxmeerja.
Leta 1797 si je Gospostvo Boxmeer priključila Francija. Leta 1800 je bil nato prodan Batavski republiki. Leta 1806 so grad in posestvo prodali ml. Leopoldu Sasseškemu Ysseltškemu (1778-1844). Porušil je dele gradu. Leta 1897 je bil grad prodan sestram Julie Postel, ki so na tem območju ustanovile bolnišnico. Leta 1923 so gradu prizidali moderne stavbe. Ko je Boxmeer dobil bolnišnico, ki jo je financirala država, je grad postal dom oskrbe Madeleine . Grad zdaj uporablja dom za ostarele Svete Ane.

## Grad
Srednjeveški grad Boxmeer ni bil zelo velik. Na starih slikah je prikazan kot precej nepravilen vodni grad. Iz tlorisov in drugih slik je razvidno, da je imel dva jarka. Prvega okoli ožjega gradu, drugega okoli gradu in zunanjega obora. Kasneje se je razvil v trdnjavo. Zemljevid iz leta 1803 do 1820 prikazuje grad s 5 bastijoni. Ti bastioni so prikazani tudi na slikah in v ozadju slike.
Zdi se, da je sedanji grad sestavljen iz ostankov palače iz 18. stoletja, v resnici pa je v njem še veliko delov starega gradu. Leta 1782 je Johana Jozefina Hohenzollern-Sigmaringenska spremenila grad v majhno palačo v slogu Ludvika XV. Dodala je še obstoječi izstopajoči trakt z mansardno streho in del z dvignjenim vhodom v stari grad. Ta stari del so prelepili, da je videti kot nov, v notranjosti pa je del na desni strani iz leta 1782 še vedno iz 17. stoletja.
Tudi na zahodni strani je bil staremu gradu prizidan podoben trakt. Ta del je bil zgrajen nad starim notranjim jarkom gradu. Že leta 1802 se je začelo to krilo pogrezati in je izginilo.
V notranjem delu gradu iz 17. stoletja je v prvem nadstropju viteška dvorana. Ima monumentalen štukaturni strop JC Hanscheja iz leta 1686. Upodablja roke Osvalda Berškega in njegove žene Marije Leopoldine Vzhodno Frizijske in Rittberške, ki sta se poročila tistega leta. V krilu z mansardno streho je nekaj sob s štukaturami v slogu Ludvika XVI., ki so bile od takrat obsežno obnovljene. Bogato okrašene v stilu Ludvika XVI. so tudi osrednje stopnice.

## Lastniki gradu in gospostva skozi čas
| Razdobje  | Fevdalni lastnik/ Lastnik                                                                           | Posest v fevdu/v zastavi/v najemu/oskrbi |
| --------- | --------------------------------------------------------------------------------------------------- | --- |
| 1269-1283 | Grof Gelderski                                                                                      | v fevdu gospod Janez I. Bok Meerski |
| 1283-1307 | Grof Gelderski                                                                                      | Svobodno gospostvo v fevdu gospod Janez II. Bok Meerski; sin Janeza I.                                                                                                |
| 1307-1335 | Vojvoda Gelderski                                                                                   | Svobodno gospostvo v fevdu gospod Janez III. Bok Meerski; sin Janeza II.                                                                                              |
| 1335-1364 | Vojvoda Gelderski                                                                                   | Svobodno gospostvo v fevdu gospod Janez IV. Bok Meerski; sin Janeza III.                                                                                              |
| 1364-1385 | Vojvoda Gelderski                                                                                   | Svobodno gospostvo v fevdu gospod Peter Culemborški; zet Janeza IV. Poročen s hčerko Johano Bok Meersko                                                               |
| 1385-1451 | Vojvoda Gelderski                                                                                   | Svobodno gospostvo v fevdu gospod Hubrecht Culemborški; sin Petra |
| 1451-1472 | Vojvoda Gelderski                                                                                   | Svobodno gospostvo v fevdu gospod Johan Culemborški; sin Hubrechta |
| 1472-1506 | Vojvoda Gelderski = Karel I. Burgundski Marija, hči Karla I., Maksimilijanova žena, Karel Gelderski | Svobodno gospostvo v fevdu gospa Margriet Culemborška; hči Johana |
| 1506-1517 | Vojvoda Gelderski = Karel Gelderski                                                                 | Svobodno gospostvo v fevdu gospa Ana Egmontska; hči Margriet Margriet iz drugega zakona z Viljemom Egmonstskim                                                        |
| 1517-1546 | Grofje Berški = Osvald II.                                                                          | Grofija Berg del grofije Berg(h) v lasti Osvalda II.; sin Ane Egmontske                                                                                               |
| 1546-1586 | Grofje Berški = Viljem IV.                                                                          | Grofija Berg del grofije Berg(h) v lasti Viljema IV.; sin Osvalda II.                                                                                                 |
| 1586-1597 | Grofje Berški = Friderik st. Berški                                                                 | Grofija Berg del grofije Berg(h) v lasti Friderika starejšega; brat Viljema IV.                                                                                       |
| 1597-1618 | Grofje Berški = Friderik ml. Berški                                                                 | Grofija Berg del grofije Berg(h) v lasti Friderika mlajšega; sina Viljema IV.                                                                                         |
| 1618-1656 | Grofje Berški = Albert Berški                                                                       | Grofija Berg del grofije Berg(h) v lasti Alberta ; sina Friderika ml.                                                                                                 |
| 1656-1689 | Grofje Berški = Osvald IV. Berški                                                                   | Grofija Berg del grofije Berg(h) v užitku Magdalene de Cusance ; žene Alberta v imenu (mladoletnega) sina Osvalda IV. , ki jo je nasledil 1661, a uradno prevzel 1674 |
| 1689-1712 | Grofje Berški = Osvald IV. Berški                                                                   | Grofija Berg del grofije Berg(h) v lasti in posesti Osvalda IV.; sina Alberta in Magdalene                                                                            |
| 1712-1718 | Grofje Berški                                                                                       | Grofija Berg del grofije Berg(h) v posesti Maije Leopoldine Katarine Oostfrieslandske-Rittberške; žene Osvalda IV.                                                    |
| 1718-1737 | Grofje Berški = Franc Viljem Hohenzollern-Sigmaringen                                               | Grofija Berg del grofije Berg(h) v lasti Franca Viljema Hohenzollern-Sigmaringen; pravnuk Alberta                                                                     |
| 1877-1896 | g. Alphonse Maria Sassen                                                                            | |
| 1896-     | Sestre Julie Postel                                                                                 | |

## Grajski muzeji
V gradu sta dva muzeja. Mestni muzej Boxmeerja v kleti vsebuje veliko zbirko arheoloških najdb od prazgodovine do srednjega veka. V risbah, slikah in fotografijah pa prikazuje novejšo zgodovino.
Drugi muzej je Grajski muzej Julie Postel. V kleti so razstavljene risbe in makete, ki prikazujejo zgodovino gradu in njegovih prebivalcev. Kasnejše koriščenje gradu s strani sester kot bolnišnice in pozneje kot oskrbovalnega doma je prikazana drugje v gradu. Npr. bolniška soba iz 19. stoletja, artefakti, kot so oblačila, relikvije in slike. 